# Cuásar (revista)
Cuásar es una revista de ciencia ficción y fantasía que se publica desde 1984 en Buenos Aires, Argentina, dirigida por Luis Pestarini. En sus páginas se pueden encontrar cuentos, ensayos, informaciones y comentarios bibliográficos, inéditos en español, de los grandes maestros del género y de las nuevas voces.
En 2006 también se convirtió en editorial, publicando dos libros: Oceánico de Greg Egan y Aterrizaje de emergencia de Algis Budrys.